# Wereldkampioenschappen alpineskiën 1993
De Wereldkampioenschappen alpineskiën 1993 werden van 5 tot en met 14 februari 1993 gehouden nabij Morioka in Japan. Er stonden tien onderdelen op het programma, vijf voor mannen en vijf voor vrouwen, maar de Super G voor mannen kon niet plaatsvinden vanwege de slechte condities.

## Wedstrijdschema
| Datum       | Mannen            | Vrouwen           |
| ----------- | ----------------- | ----------------- |
| 05 februari |                   | Alpine Combinatie |
| 08 februari | Alpine Combinatie |                   |
| 09 februari |                   | Slalom            |
| 10 februari | Reuzenslalom      | Reuzenslalom      |
| 11 februari | Afdaling          | Afdaling          |
| 13 februari | Slalom            |                   |
| 14 februari |                   | Super G           |

## Medailles

### Mannen
| Onderdeel    | Goud                          | Goud    | Zilver                        | Zilver  | Brons                           | Brons   |
| ------------ | ----------------------------- | ------- | ----------------------------- | ------- | ------------------------------- | ------- |
| Combinatie   | Lasse Kjus Noorwegen          | 34,22   | Kjetil André Aamodt Noorwegen | 36,09   | Marc Girardelli Luxemburg       | 36,27   |
| Afdaling     | Urs Lehmann Zwitserland       | 1.32,06 | Atle Skårdal Noorwegen        | 1.32,66 | A. J. Kitt Verenigde Staten     | 1.32,98 |
| Reuzenslalom | Kjetil André Aamodt Noorwegen | 2.15,36 | Rainer Salzgeber Oostenrijk   | 2.16,23 | Johan Wallner Zweden            | 2.17,27 |
| Slalom       | Kjetil André Aamodt Noorwegen | 1.40,33 | Marc Girardelli Luxemburg     | 1.40,37 | Thomas Stangassinger Oostenrijk | 1.40,44 |

### Vrouwen
| Onderdeel    | Goud                      | Goud    | Zilver                                | Zilver  | Brons                    | Brons   |
| ------------ | ------------------------- | ------- | ------------------------------------- | ------- | ------------------------ | ------- |
| Combinatie   | Miriam Vogt Duitsland     | 31,39   | Picabo Street Verenigde Staten        | 32,15   | Anita Wachter Oostenrijk | 33,52   |
| Afdaling     | Kate Pace Lindsay Canada  | 1.27,38 | Astrid Lødemel Noorwegen              | 1.27,66 | Anja Haas Oostenrijk     | 1.27,84 |
| Reuzenslalom | Carole Merle Frankrijk    | 2.17,59 | Anita Wachter Oostenrijk              | 2.17,99 | Martina Ertl Duitsland   | 2.18,70 |
| Slalom       | Karin Buder Oostenrijk    | 1.27,66 | Julie M. J. Parisien Verenigde Staten | 1.27,87 | Elfi Eder Oostenrijk     | 1.28,65 |
| Super G      | Katja Seizinger Duitsland | 1.33,52 | Sylvia Eder Oostenrijk                | 1.33,68 | Astrid Lødemel Noorwegen | 1.34,07 |

### Medailleklassement
| Plaats | Land             | Goud | Zilver | Brons | Totaal |
| 1      | Noorwegen        | 3    | 3      | 1     | 7      |
| 2      | Duitsland        | 2    | 0      | 1     | 3      |
| 3      | Oostenrijk       | 1    | 3      | 4     | 8      |
| 4      | Zwitserland      | 1    | 0      | 0     | 1      |
| 4      | Frankrijk        | 1    | 0      | 0     | 1      |
| 4      | Canada           | 1    | 0      | 0     | 1      |
| 7      | Verenigde Staten | 0    | 2      | 1     | 3      |
| 8      | Luxemburg        | 0    | 1      | 1     | 2      |
| 9      | Zweden           | 0    | 0      | 1     | 1      |
| Totaal | Totaal           | 9    | 9      | 9     | 27     |